# 赤箭莎
赤箭莎（学名：Schoenus falcatus）为莎草科赤箭莎属下的一个种。

## 扩展阅读
- 維基物種上的相關：赤箭莎